# Swedish Colonial Society
Swedish Colonial Society (Svenska koloniala sällskapet) är ett amerikanskt sällskap vars syfte är att verka för forskning och spridande av kunskap om den svenska kolonin i nordamerika under 1600-talet, Nya Sverige. Utöver att stötta forskning och publicera forskningsresultat kopplade till svenskar och finländare i amerika verkar sällskapet för att skapa och underhålla parker, monument och minnesplatser kopplad till svensk historia på amerikansk mark.

## Historik
Under de första åren på 1900-talet bedrev den svenskamerikanska historikern Amandus Johnson forskning i europeiska arkiv om Nya Sverige. Vid återkomsten till USA 1906 började Johnson arbeta för att förbättra förutsättningarna för amerikansk forskning på området. Johnson var verksam vid University of Pennsylvania och hade kontakt med andra som var intresserade av de svenska kolonisterna. De sökte stöd från Sverige och den svenska staten. 20 januari 1909 bildades formellt Swedish Colonial Society. Efter att ha riktat en skrivelse till kung Gustav V accepterade denne att bli organisationens högsta beskyddare. 
Johnson lyckades mobilisera ett stort antal ledande personer i Philadelphias och Wilmingtons högre samhällskikt i sällskapet. Johnson och sällskapet samlade in medel för att etablera vad som skulle komma att bli the American Swedish Historical Museum (Amerikansksvenska historiska museet) som började byggas i södra Philadelphia 1928. Museet tillägnades både 1600-talets kolonisatörer men även den mycket omfattande emigrationen från Sverige till Nordamerika under 1800-talet. Swedish Colonial Society beslöt efter museets tillkomst att begränsa sin aktivitet till sådan verksamhet som var kopplad till kolonitiden. 
Antalet medlemmar har varierat över åren. De första åren var knappt 200 personer medlemmar men av dessa var endast en handfull aktiva. Under 2010-talet har sällskapet drygt 1000 medlemmar. 

## Minnesmärken och monument

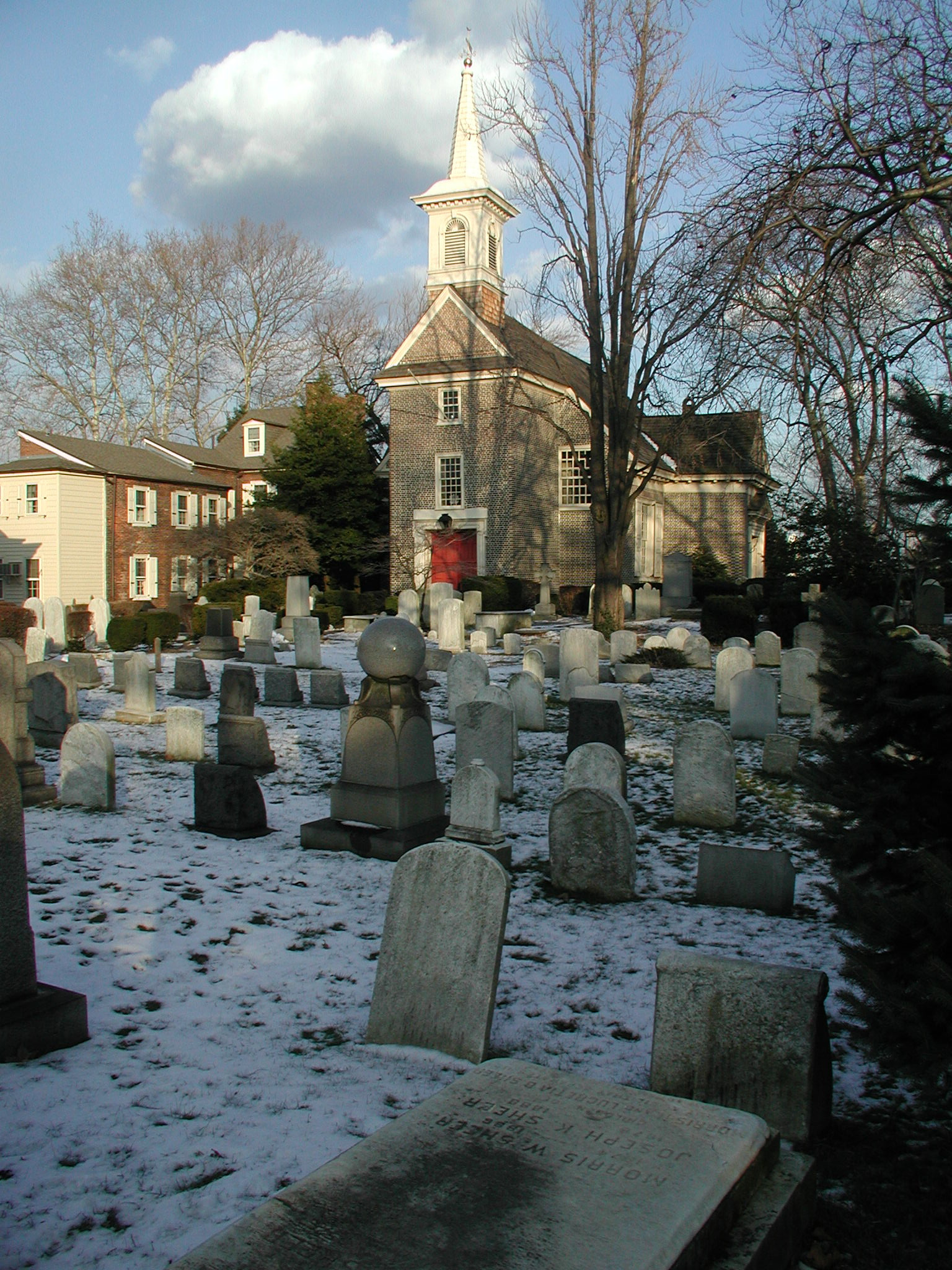
Gloria Dei (Old Swedes') church

Sällskapet verkar för att etablera och underhålla monument, minnesmärken och andra anläggningar som påminner om Nya Sverige. 1923 restes ett monument över den svenske guvernören Johan Printz i stadsdelen Tinicum i Philadelphia. I samband med arkeologiska utgrävningar på platsen i samband med skapandet av monumentet hittades rester av Printzhof, Johan Printz gamla guvernörsbostad. 
Sällskapet verkade även för att få kyrkan Gloria Dei (Old Swedes') church utsedd till National Historic Landmark, amerikanskt historiskt minnesmärke 1946. 
2003 finansierade sällskapet och kung Carl XVI Gustaf the Rambo Apple Project med syfte att återintroducera Ramboäpplen i Sverige. Ramboäpplen hade tagits till Nya Sverige av svenska kolonister men var utrotade i Sverige sedan 1700-talet. Under 2000-talet planterades flera ramboäppelträd på olika platser i Sverige. 

## Forskning
Swedish Colonial Society bedriver och finansierar flera forskningsprojekt och tillhandahåller arkiv för forskare. Bland annat tillhandahåller sällskapet kyrkböcker från de svenska kyrkorna i kolonin och släktforskningsdata kopplat till de efterlevande från kolonin. Tillsammans med the American Swedish Historical Museum anordnar sällskapet en årlig forskningskonferens på ämnet Nya Sverige.

## Publikationer

### Tidskrifter
- Swedish Colonial News - Det officiella nyhetsbrevet för sällskapet som ges ut två gånger om året med både historiska artiklar och porträtt av historiska sverigeamerikaner såväl som nyheter om sällskapets arrangemang.
- Swedish American Genealogist - Tidskrift inriktad på genealogi som utkommer fyra gånger om året

### Böcker
- The Swedish Settlements on the Delaware, 1638-1664 Amandus Johnson
- The 1693 Census of the Swedes on the Delaware Peter Stebbins Craig
- The 1671 Census of the Delaware Peter Stebbins Craig
- The Faces of New Sweden: Erik Björk, Christina Stalcop & America’s First Portrait Painter Hans Ling
- Colonial Records of the Swedish Churches in Pennsylvania redaktörer Peter Stebbins Craig, J.D. och Kim-Eric Williams
- The Descendants of Jöran Kyn of New Sweden Gregory B. Keen
- Johan Classon Rising, The Last Governor of New Sweden Amandus Johnson
- The Journey of Justus Falckner Kim-Eric Williams
- The Eight Old Swedes' Churches of New Sweden Kim-Eric Williams

## Stipendier
Sällskapet och University of Pennsylvania delar varje år ut Amandus Johnson-priset, ett resestipendium för studier i Sverige för framstående studenter. 

## Kungligt beskydd
Kungen av Sverige är sedan 1909 sällskapets Högsta beskyddare. Sveriges ambassadör till USA är sällskapets beskyddare. Carl XVI Gustaf har varit Högsta beskyddare sedan sin kröning 1973. Sedan 2003 är Kronprinsessan Victoria vice Högsta beskyddare.
Kungen av Sverige har tilldelat fem av de hittills 25 ordförandena i sällskapet Nordstjärneorden. 

## Medlemskap
Det finns två former av medlemskap i sällskapet
- Active Membership - "Aktivt medlemskap", öppet för alla som är intresserade av Nya Sverige och historiska svenskar och finländare i amerika.
- Forefather Membership - "Förfadermedlemskap", kan erhållas för aktiv medlem som kan visa på härstamning för svenska eller finländska invandrare till USA för tiden mellan kolonins anläggning 1638 och underskrivandet av Parisavtalet 1783 då USA blev självständigt.